# Thorey-sur-Ouche
Thorey-sur-Ouche ist eine französische Gemeinde mit 141 Einwohnern (Stand 1. Januar 2022) im Département Côte-d’Or in der Region Bourgogne-Franche-Comté (vor 2016 Burgund). Sie gehört zum Arrondissement Beaune und zum Kanton Arnay-le-Duc.

## Geografie
Thorey-sur-Ouche liegt etwa 34 Kilometer südwestlich von Dijon an der Ouche. Im Norden reicht die Gemeinde bis an den Canal de Bourgogne. Nachbargemeinden sind Colombier und Crugey im Norden, Aubaine im Osten, Bligny-sur-Ouche im Süden, Painblanc im Westen sowie Chaudenay-la-Ville im Westen und Nordwesten.
Durch die Gemeinde führt die Autoroute A6.

## Bevölkerungsentwicklung
| Jahr                       | 1962 | 1968 | 1975 | 1982 | 1990 | 1999 | 2011 | 2019 |
| Einwohner                  | 193  | 166  | 132  | 129  | 121  | 116  | 155  | 137  |
| Quellen: Cassini und INSEE |      |      |      |      |      |      |      |      |

## Sehenswürdigkeiten

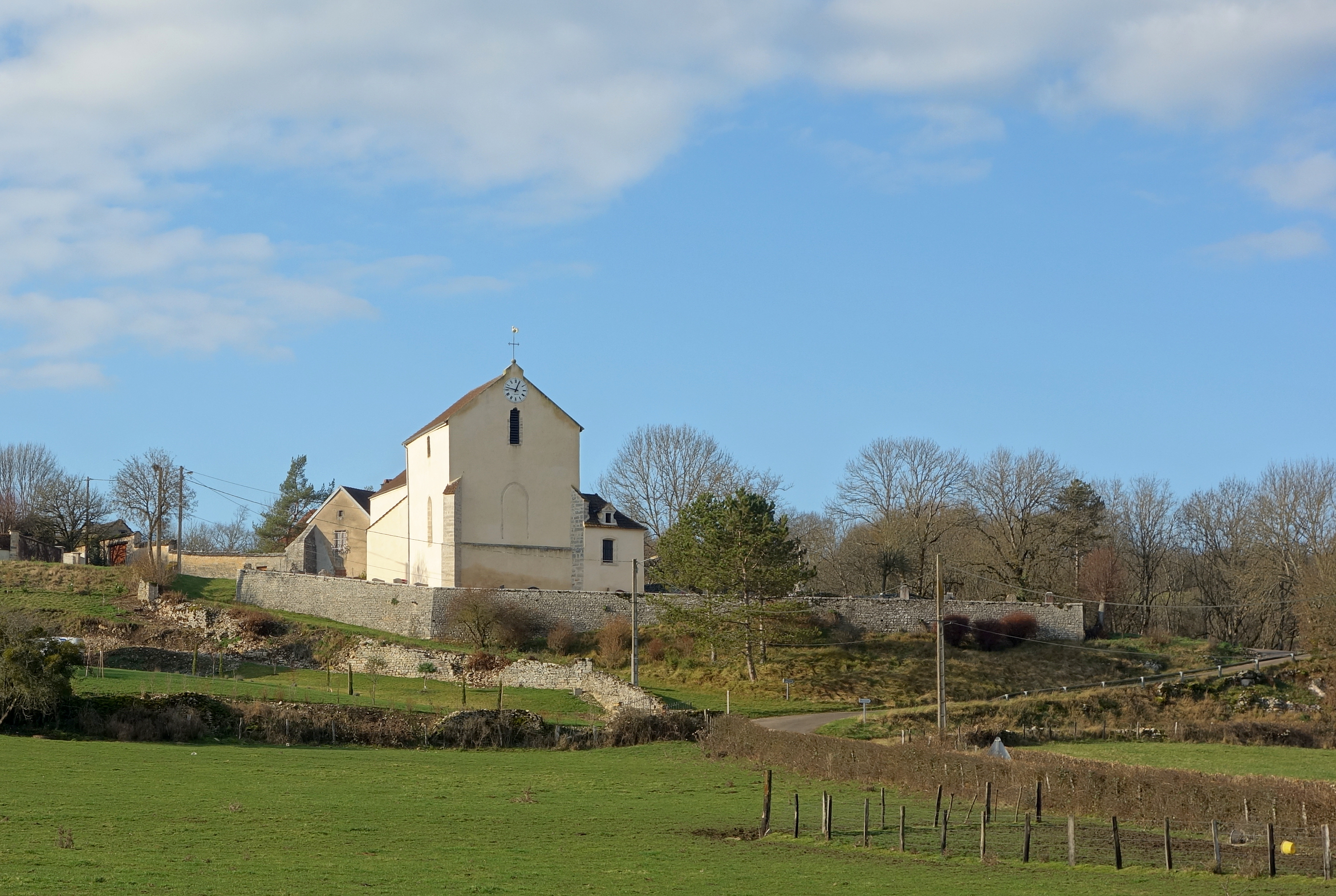
Kirche Saint-Aubin
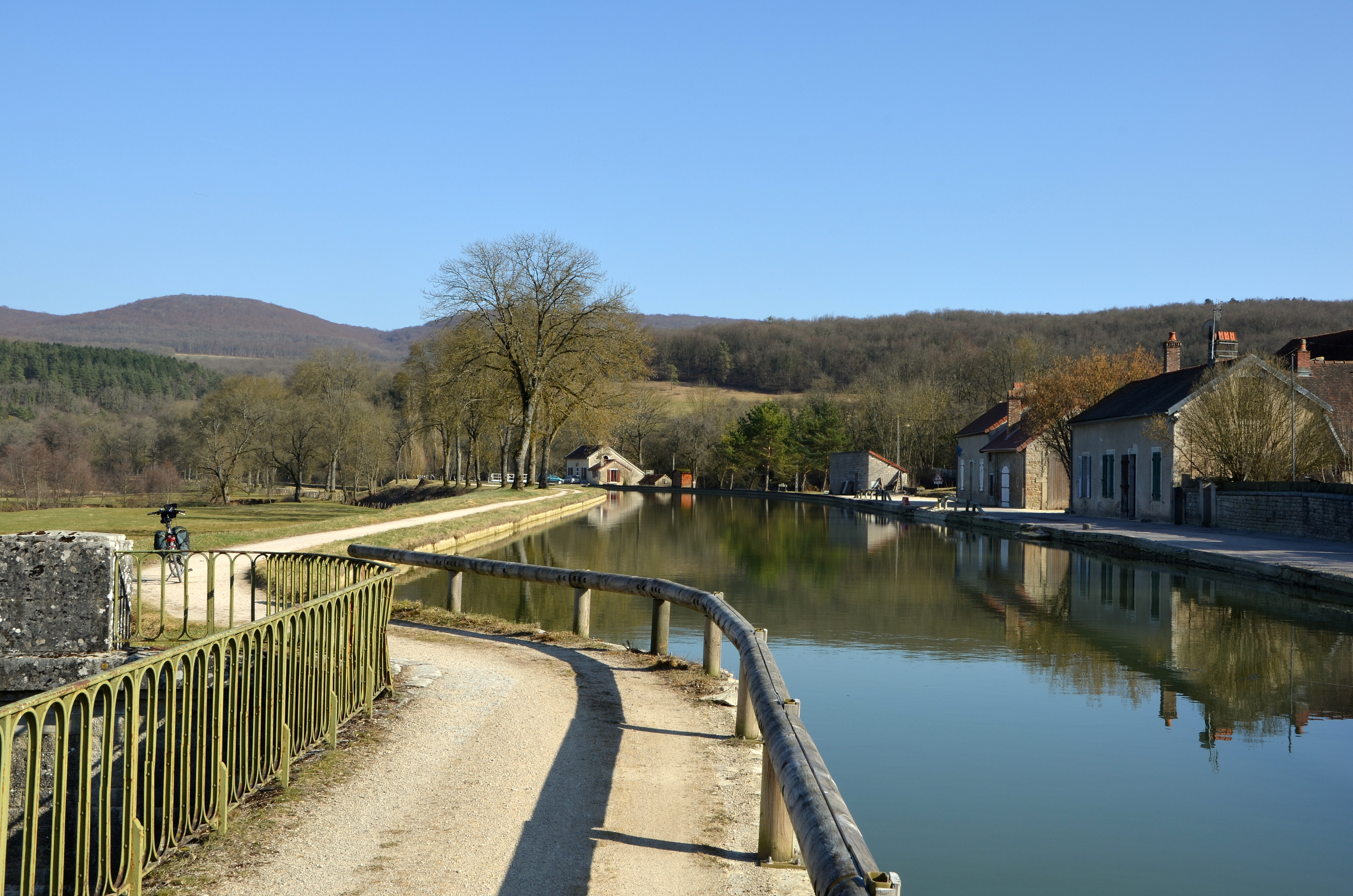
Schloss
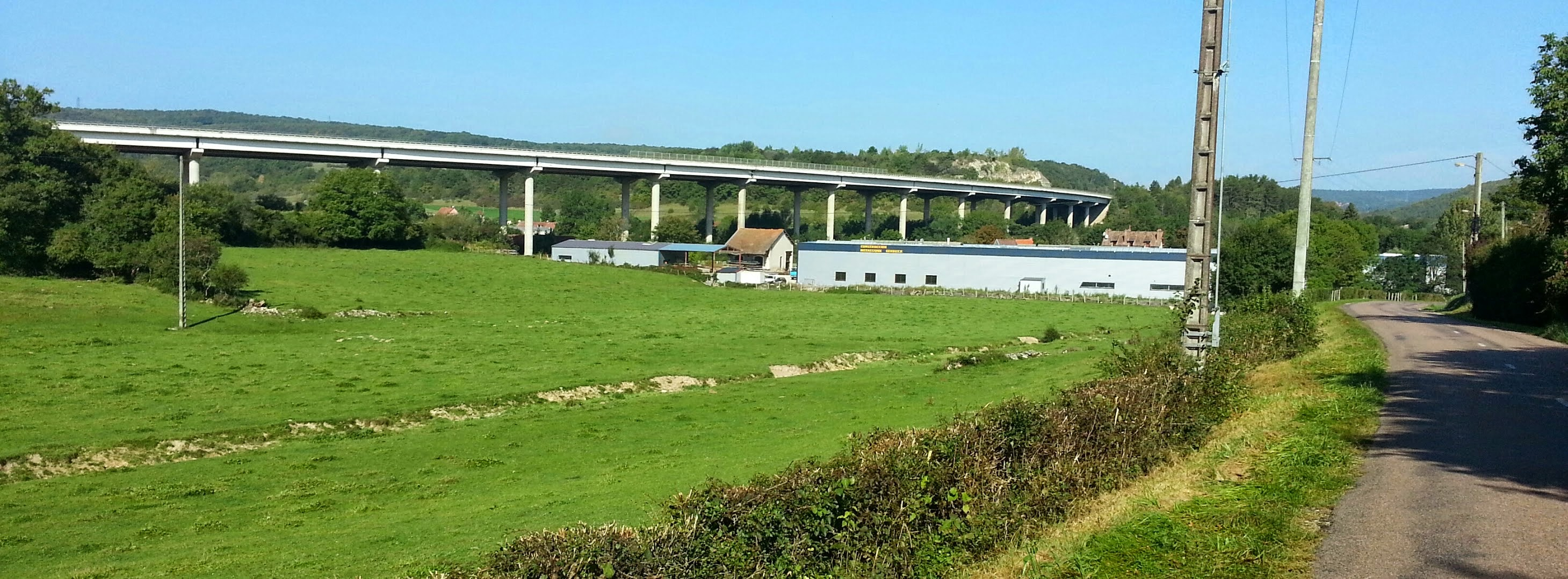
Brücke über die Ouche

- Kirche Saint-Aubin
- Canal de Bourgogne in Thorey-sur-Ouche
- Autobahnbrücke über die Ouche

## Persönlichkeiten
- Philippe Pot (1428–1493), Höfling, Herr über Thorey-sur-Ouche